# Treinramp in Odisha
Op 2 juni 2023 kwamen drie treinen met elkaar in botsing nabij de stad Balasore, in de staat Odisha in het oosten van India. Twee passagierstreinen, de 12841 Coromandel Express en de 12864 SMVT Bengaluru-Howrah SF Express, kwamen met elkaar in botsing na een eerste ongeval met een goederentrein nabij het treinstation van Bahanaga Bazar. Ten minste 295 mensen kwamen om bij de crash en meer dan 1.175 anderen raakten gewond.
Het was de op drie na dodelijkste treinramp van de 21e eeuw en de ergste treinramp in India sinds de treinramp in Firozabad in 1995.

## Botsing
Om ongeveer 19:00 uur lokale tijd (13:30 GMT) op 2 juni 2023, kwamen twee passagierstreinen, de 12841 Coromandel Express (tussen Shalimar en MGR Chennai Central) en de 12864 SMVT Bengaluru-Howrah SF Express (tussen SMVT Bengaluru en Howrah), in botsing op de hoofdlijn Howrah-Chennai, nabij het station Bahanaga Bazar in het district Balasore in Odisha. Bij het ongeval was ook een goederentrein betrokken.
De Coromandel Express ontspoorde en botste tegen de stilstaande goederentrein. Men denkt dat sommige rijtuigen kantelden en op het tegenoverliggende spoor terechtkwamen, waar ze werden geraakt door de SMVT Bengaluru-Howrah SF Express.
Volgens de eerste rapporten van Pramila Mallik, de minister van Rampenbeheer van Odisha, kwamen 288 mensen bij de crash om het leven en raakten meer dan 900 anderen gewond; deze aantallen zouden later nog stijgen.
Twee niet-gereserveerde rijtuigen en de remwagen van SMVT Bengaluru-Howrah SF Express ontspoorden. Het onaangetaste deel van de trein, inclusief de locomotief en 20 rijtuigen, vertrok met zijn passagiers en vervolgde zijn weg naar Howrah. Bij Balasore werd het beschadigde rijtuig losgemaakt en vervolgden de overige 19 rijtuigen hun reis.
Er werd gemeld dat er geen doden of gewonden onder passagiers van de gereserveerde compartimenten van SMVT Bengaluru-Howrah SF Express waren. Ambtenaren zeiden dat het enige tijd zou duren om de identiteit van passagiers van de niet-gereserveerde wagons vast te stellen.

## Onderzoek
Een voorlopig onderzoek uitgevoerd door ambtenaren van de spoorwegafdeling van Kharagpur wees uit dat de volgende gebeurtenissen plaatsvonden op de plaats van de crash:
1. De Coromandel Express reed richting Chennai op een lijn in zuidelijke richting met een snelheid van 128 kilometer per uur en kreeg aanvankelijk het sein om door te gaan op de hoofdlijn. Om onbekende reden werd toen het sein voor de hoofdlijn afgezet en werd de route omgeschakeld naar een luslijn die grenst aan de hoofdlijn.
2. De Coromandel Express raakte vervolgens de achterkant van een stilstaande goederentrein die zich op de luslijn bevond, waardoor de locomotief van de Coromandel Express over de goederentreinwagon klom en de 22 rijtuigen ontspoorden.
3. In de tussentijd kruiste de Bengaluru-Howrah SF Express, die met een snelheid van 116 op weg was naar Howrah op de noordelijke lijn, de Coromandel Express in de tegenovergestelde richting. Hij miste de andere trein bijna, op de achterkant na.
4. Toen de Coromandel Express ontspoorde, raakten drie van zijn rijtuigen de laatste twee rijtuigen van Bengaluru-Howrah SF Express, en bijgevolg waren er in deze 5 rijtuigen de meeste slachtoffers.

De spoorwegautoriteiten verklaarden dat het antibotsingssysteem nog niet is uitgerold op het spoor waar het ongeval plaatsvond. Nochtans waren er in de zes maanden voorafgaand aan het ongeval al twee keer waarschuwingen over het signaleringssysteem en tekortkomingen die ontsporingen kunnen veroorzaken. In februari 2023 had de belangrijkste chief operating manager van de South Western Railway-zone de autoriteiten geschreven nadat de Yesvantpur-Hazrat Nizamuddin Sampark Kanti Express ternauwernood aan een botsing ontsnapte. Hij had de spoorwegen gewaarschuwd voor herhaling van ontsporingen als de storingen in het signaleringssysteem niet verholpen zouden worden.
In het rapport van december 2022 van controle-instantie Comptroller and Auditor General (CAG) over ontsporingen werd gewaarschuwd dat een gebrek aan voldoende personeel in de veiligheidscategorie door de Indian Railways de kwaliteit van het onderhoud kan aantasten.
Het rapport vermeldde ook dat de fondsen voor spoorwegveiligheid de afgelopen vier jaar elk jaar minder waren dan vooropgezet. Het rapport is in tegenspraak met de beweringen van Indian Railways, die stelt dat het ongeval geen weerspiegeling is van dieperliggende veiligheidsproblemen in het systeem.

## Respons
Indian Railways publiceerde de reserveringstabellen van beide passagierstreinen op haar website. De spoorwegen en de regeringen van Odisha, West-Bengalen en Tamilnadu hebben ook hulplijnnummers uitgegeven. Drie National Disaster Response Force (NDRF)-eenheden, vier Odisha Disaster Rapid Action Force- eenheden, meer dan 15 brandweerteams, 100 doktoren, 200 politiepersoneel en 200 ambulances werden gemobiliseerd voor de reddingsactiviteiten. Lokale busmaatschappijen hielpen bij het vervoer van gewonde passagiers. Lokale burgers voorzagen de passagiers van water en hielpen hen waar mogelijk met het ophalen van hun bagage.
De regering van West-Bengalen stuurde 30 ambulances om te helpen bij de redding en het herstel van de gewonden. Daarnaast werden ook 40 artsen en verschillende verpleegkundigen gestuurd om de ernstig gewonden medische hulp te bieden.
De regering van Tamil Nadu stuurde een delegatie op hoog niveau bestaande uit twee staatsministers en drie IAS-officieren naar Odisha om de passagiers op weg naar Chennai bij te staan en de situatie te monitoren. Ze regelde ook een afdeling met 70 bedden in het Rajiv Gandhi Government General Hospital.
Het zoeken naar en bergen van beknelde en gewonde passagiers ging door in de nacht van 2 juni en werd in de middag van 3 juni afgerond. Er werden speurhonden ingezet om overlevenden te vinden. South Eastern Railway kondigde aan dat de inspanningen waren begonnen om de crashlocatie te herstellen.
Tegen de avond van 3 juni zeiden regeringsfunctionarissen van Odisha dat 1.175 mensen als gevolg van de crash in ziekenhuizen waren opgenomen; 793 van die mensen waren al weer ontslagen uit het ziekenhuis en 382 waren nog in behandeling. Lokale ziekenhuizen werden overweldigd door de toestroom van gewonden, maar deden hun best om patiënten adequate zorg te bieden. Een aantal lokale bewoners uit Balasore, Bhadrak en Cuttack kwam naar de ziekenhuizen om bloed te doneren.
Lichamen van overleden passagiers werden naar een plaatselijke middelbare school gebracht, gekozen vanwege de open ruimtes en de locatie dicht bij de crashlocatie. Identificatie van lichamen werd bemoeilijkt door brandwonden of ander trauma, waardoor ambtenaren bagage, telefoons en andere bezittingen gebruikten om te proberen de passagiers te identificeren.